# Helen Porter
Helen Kemp Porter (10 de noviembre de 1899 – 7 de diciembre de 1987) fue una botánica británica de la Imperial College London. Fue miembro de la Sociedad Real y primera profesora mujer en el Imperial College. Sus estudios sobre el metabolismo de polisacáridos en plantas de tabaco fueron innovadores; fue una de las primeras científicas británicas en utilizar novedosas tecnologías de cromatografía y trazadores radioactivos.

## Biografía
Porter nació Helen Archbold en 1899, en la ciudad de Farnham, Surrey. Su padre, George Archbold, era director de una escuela y su madre, Caroline Broughton, una cantante profesional belga.: 400  Su familia se mudó a Brístol en 1901, cuando Porter tenía dos años.: 1042  Fue educada en el hogar durante sus años tempranos en un entorno victoriano conservador, adquiriendo la lectura y escribiendo francés e inglés.: 400  Tenía una hermana mayor.: 252  Su niñez fue interrumpida por el comienzo de la Primera Guerra Mundial, lo que llevó a la familia a separarse; su madre se mudó a Londres para trabajar en las Cocinas Nacionales Gubernamentales; y, su padre a Yorkshire para trabajar en otra escuela diferente. Porter y su hermana quedaron en Surrey, continuando en el Clifton Instituto de Niñas.: 402  En sus primeros años, viajó extensamente, hizo piragüismo por el río Danubio en los 1920s y haciendo varios viajes a sitios arqueológicos del Oriente Medio. En 1937, se casó con William George Porter, un médico. Después de unos cuantos años de matrimonio, William Porter murió; aun así, Helen mantuvo su último nombre para propósitos profesionales. Ella se volvió a casarse en 1962, con el Prof Arthur St George Huggett FRS FRSE, un profesor de fisiología con dos niños; que falleció en 1968. Durante su vida, Porter mantuvo una pasión por el bordado fino; sus trabajos se basaban, a menudom en imágenes extraídas de publicaciones científicas contemporáneas. Falleció en 1987 a los 88.: 407 

## Educación
Después de su educación temprana en el hogar, en 1906 se matriculó en el Instituto de Niñas Clifton, a sus seis años. Egresó de la escuela en 1917 con notas altas en todas las materias.: 402  A los trece, se interesó en las ciencias gracias a un profesor influyente. Se matriculó en Bedford College, la filial de mujeres de la Universidad de Londres, donde estudió química, física, y matemática y ganó grados en física y química, ambos con honores. Y, en 1932, ganó su D.Sc. por la Universidad de Londres; y, recibió un diploma por la Londres Imperial College.: 403  Para reforzar su trabajo posterior en biología y bioquímica, asistió al Birkbeck College y Chelsea Polytechnical College.: 404 

## Carrera científica
Porter continuó sus estudios en el Imperial College London como estudiante de posgrado; trabajó en el laboratorio de química orgánica asistida por el profesor Thorpe y la Dra. Martha Whiteley. Ese trabajo en el Laboratorio de Thorpe derivó en derivados de varios barbitúricos.: 404  En 1922, se unió al grupo de estudios en la Estación de Investigaciones en Temperatura Baja asociada con la Universidad de Cambridge: 252  para estudiar el deterioro de manzanas en almacenamiento frío, un problema que afectaba a los importadores de fruta. El equipo de estudios de Porter examinó la respiración de la fruta y analizó sus compuestos orgánicos, específicamente sus azúcares, ácidos orgánicos, almidones, hemicelulosas, y pectinas. El estudio de Porter se extendió desde el análisis químico simple hasta el examen del papel de esas sustancias químicas en el desarrollo y maduración de la fruta; también investigó su transporte, síntesis y metabolismo.: 404  Por 1931, Porter y su equipo exitosamente entendieron las reacciones químicas al almacenar manzanas pero sin todavía constatar sus causas; aquel año, se cortó la financiación del estudio; y, sus investigaciones concluyeron.: 405 
Después de sus estudios de manzanas hasta 1931, Porter fue contratada como conferenciante visitante en bioquímica en el Swanley Horticultural College. Porter también trabajó con el Instituto de Investigaciones de Fisiología Vegetal en el Imperial College; y, en los Laboratorios Rothamstead Experimentales. Su investigación incluyó metabolismo de carbohidratos en monocotiledóneas, especialmente cebada, y su relación con la nutrición mineral de la planta. Estudió la localización de la síntesis de los almidones encontrados en el propio grano y desacreditó la opinión popular de que los carbohidratos fueron sintetizados y almacenados en el tallo de la planta, luego transportados al grano, donde se convirtieron en almidón. En cambio, Porter y su grupo de investigación encontraron que los carbohidratos en el tallo de la planta se utilizaron para la energía a finales de su ciclo de vida; el almidón se sintetizó directamente en el grano.: 405 
Al empezar la Segunda Guerra Mundial, Porter se mudó a los Laboratorios Rothamstead debido al nuevo enfoque del Imperial College en el esfuerzo de la guerra. En 1947, se mudó a San Louis en EE. UU. por un año para investigar en el laboratorio de los biólogos ganadores del Nobel Carl Ferdinand Cori y Gerty Cori. Allí, estudió la función de enzimas en la síntesis y descomposición de almidón; y, como utilizó enzimas en experimentos en metabolismo de glucógeno.: 405 : 1042  Estudió el desglose de almidón en 1948 y en 1949 después de regresar a Londres. Aquel año, Porter pasó seis meses en la Universidad de Bangor, donde descubrió que la enzima almidón fosforilasa está presente en la cebada.: 405 
En 1953, Porter fue directora de su grupo de investigaciones, en el Imperial College, gracias a una subvención de la Nuffield Fundación.: 405  Su grupo utilizó técnicas entonces innovadoras de cromatografía y trazadores radioactivos para seguir estudiando las vías metabólicas de las plantas. Ella sintetizó almidones y glucosa radioactivos y los utilizó en experimentos que analizaron el movimiento de metabolitos fotosintéticos y el proceso de formación de almidón y fructosano, uno de los primeros científicos en hacer tal cosa en Gran Bretaña.: 406 : 1042  A diferencia de sus primeros experimentos, esta búsqueda estuvo conducida sobre plantas de tabaco.: 252  Las técnicas nuevas, combinados con autoradiografía, las dejó para estudiar procesos en tejido y células vivientes.: 1043  En 1956, principalmente debido a esos estudios, fue elegida miembro de la Sociedad Real. En 1957, Porter fue promovida a la posición de Oficial Científica Principal del Instituto de Fisiología Vegetal y nombrada Lectora de Enzimología en el Departamento de Botánica. En 1959, es directora de Departamento de Fisiología Vegetal, en el Imperial College, así como primera profesora mujer universitaria. Debido a sus credenciales en bioquímica, en 1962, Porter fue elegida al Comité de la Sociedad Bioquímica. Y, se retiró de esa posición de directora de departamento, el mismo año que encabezó la creación de fuerzas de tareas especializada en la Sociedad; y, fue Segunda Secretaria del Consejo de Estudios Agrícolas de la Universidad.: 406  También nombrada como miembro honorario de la Sociedad de Consejo de Investigaciones Agrícolas.: 252  En 1963, nombrada Presidenta de la Sociedad Bioquímica. En esa silla, innovó en las políticas de suscripción y de publicación de la revista; sus cambios implementados aún hoy influyen a la Sociedad.: 406  En 1966, fue honrada al ser nombrada Miembro del Imperial College de Ciencia y Tecnología.: 252  En 1972, nombrada asesora al secretario del Consejo de Investigaciones Agrícolas.: 406  Durante su extensa carrera, fue autora o coautora en 39 papeles en varias revistas.: 408–409 : 252 